# Leucophlebia caecilie
Leucophlebia caecilie là một loài bướm đêm thuộc họ Sphingidae. Nó được tìm thấy ở Cameroon.